# Metarbela laguna
Metarbela laguna is een vlinder uit de familie van de Metarbelidae. De wetenschappelijke naam van deze soort is voor het eerst gepubliceerd in 1920 door George Francis Hampson.
Deze soort komt voor in Ghana.